# KZ-Außenlager Jawischowitz

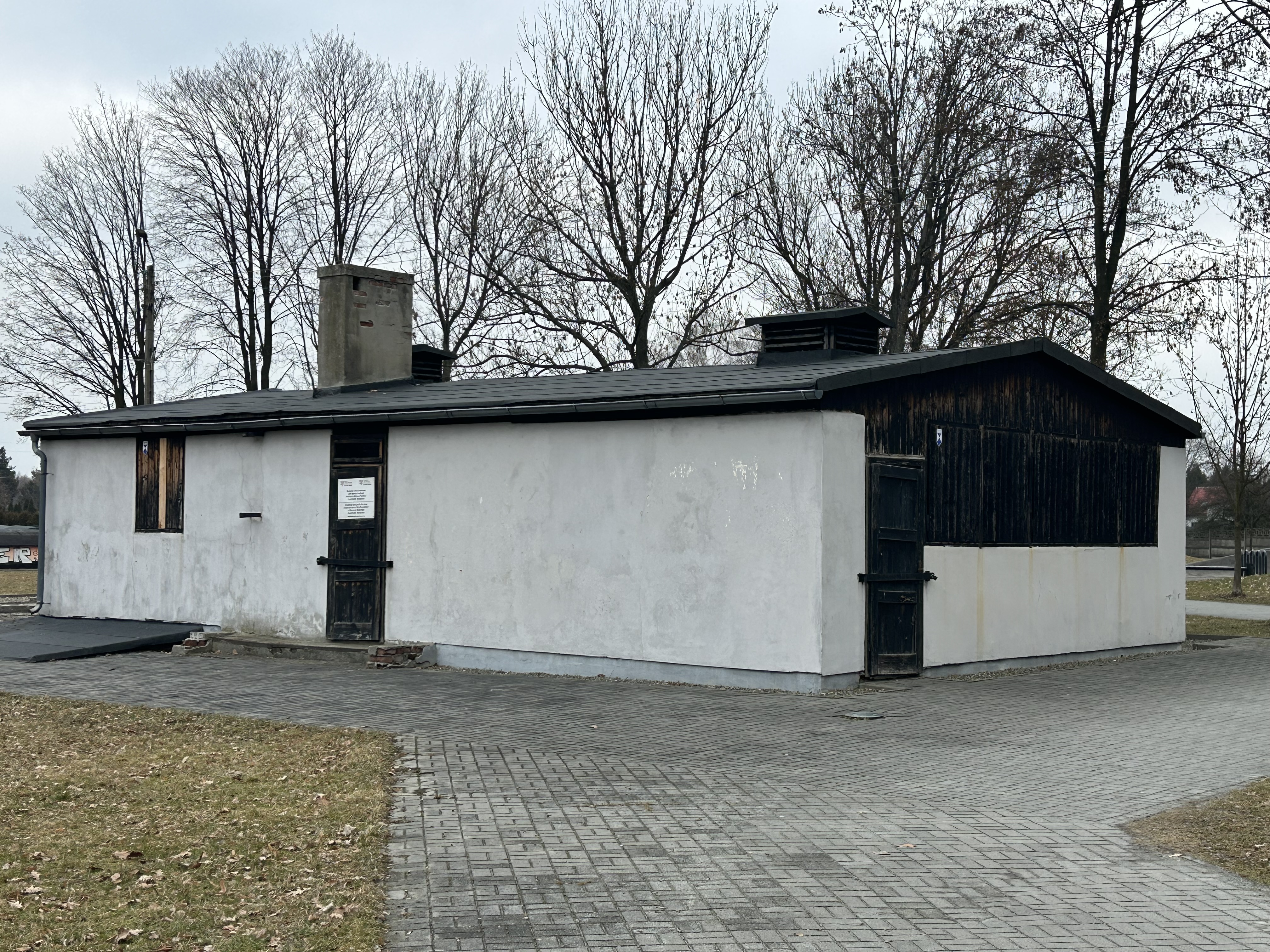
Nebenlager Jawischowitz, Überreste einer Baracke (2025)

Das deutsche Konzentrationslager Jawischowitz im heutigen Jawiszowice, Gemeinde Brzeszcze, war während der Besetzung Polens im Zweiten Weltkrieg ein Außenlager des KZ Auschwitz. Das KZ Jawischowitz gehörte vom 15. August 1942 bis zum 19. Januar 1945 zum nationalsozialistischen deutschen KZ-Lagersystem unter dem Amt IV im Reichssicherheitshauptamt in Berlin (Heinrich Müller unter Reinhard Heydrich). Hauptzweck dieses Konzentrationslagers war die Ausbeutung von KZ-Häftlingen durch die Arbeit im Bergwerk Brzeszcze-Jawischowitz bei der Kohleförderung sowie für dortige Bauarbeiten über Tage. Die Firma war Teil der Reichswerke Hermann Göring. Das Bergwerk hieß früher unter einem anderen Besitzer Andreasschächte.
Der deutsche Journalist und Interbrigadist Kurt Julius Goldstein war von 1942 bis 1945 der einzige jüdische Kapo im Lager Jawischowitz.
Selektionen erkrankter oder geschwächter Häftlinge führten immer wieder zu deren Transport zur Vernichtung in das Stammlager. Dies war Bestandteil der SS-Politik Vernichtung durch Arbeit. Allein dadurch sollen über 1800 Häftlinge ermordet worden sein.
Am 17. Januar 1945 sollen dort noch 1.988 Häftlinge gefangen gewesen sein.